# 윌리엄 프리드킨
윌리엄 프리드킨(William Friedkin, 1935년 8월 29일~2023년 8월 7일)은 미국의 영화 감독이다.

## 작품
- 굿 타임스(1967)
- 생일 파티(1968)
- 밍스키(1968)
- 밴드의 소년들(1970)
- 프렌치 커넥션(1971)
- 엑소시스트(1973)
- 소서러(1977)
- 브링크 도난 사건(1978)
- 광란자(1980)
- 늑대의 거리(1985)
- 램페이지(1987)
- 가디언(1990)
- 제이드(1995)
- 룰스 오브 인게이지먼트(2000)
- 헌티드(2003)
- 킬러 조(2011)
- 케인호의 반란(2023)